# 盧卡斯·艾斯賓杜拿·達施華
盧卡斯·艾斯賓杜拿·達施華（Lucas Espindola da Silva，1990年5月6日—），生於巴西聖利奧波爾杜，巴西足球運動員，司職前鋒，現時效力香港超級聯賽球會大埔。

## 球會生涯

### 南華
盧卡斯生於巴西聖利奧波爾杜，為當地球會艾莫里的青訓產品，直到2010年7月毅然離開家鄉加盟葡超球會費利拿，及後外借到次級組別葡甲球會費蒙特，最終在2013年回歸祖國加盟巴乙球會聖十字，到2014年7月重返母會並於回歸後首季上陣場錄得34球，他在2015年7月獲當時港超聯球會南華教練米路引薦來港加盟，並於9月26日對冠忠南區的聯賽，取得加盟後的首個入球協助南華以1–0勝出，可是盧卡斯於上半季未能爭取到正選席位，直到2015年12月被南華解約，並返回母會艾莫里。

### 大埔
2016年7月，盧卡斯重返香港加盟港超聯地區球會和富大埔，並於9月9日對港會的聯賽中，取得加盟後的首個入球協助大埔以2–1勝出，隨後他在10月23日對R&F富力的補時階段時，因富力球員侵犯大埔球員李嘉耀引致雙方衝突，而在衝突中，盧卡斯全程貼身保護成為對方球員目標的李嘉耀獲球迷讚賞，而加盟後，盧卡斯浴火重生成為球會的神射手，並於各項賽事上陣23場錄得17球，包括在2017年5月3日菁英盃決賽為大埔取得扳平一球，最終助球會以2–1反勝香港飛馬封王，而賽後球隊身為奪冠功臣的他更當選賽事最有價值球員。

### 傑志
2017年5月22日，盧卡斯轉會港超聯冠軍球會傑志並簽約兩年，成為暑期間港超其中一宗最矚目的轉會新聞，而他在友賽英超亞軍熱刺的賽馬會傑志中心挑戰盃中後備入替，首度為傑志登場，並於89分鐘取得加盟後的首個入球協助球會破蛋，惟最終傑志仍以1–4落敗，到9月10日，他於對夢想FC的第二場聯賽，即首度在港轟進四球上演大四喜，結果協助傑志最終以7–0大勝對手，隨後他榮膺港超聯二月份最有價值球員，結果盧卡斯在各項賽事上陣19場錄得16球，並於球季的香港足球明星選舉成為聯賽神射手和最佳11人。
2019年12月，傑志宣布盧卡斯以私人理由申請離隊，在雙方同意下即時結束合約。

### 東方龍獅

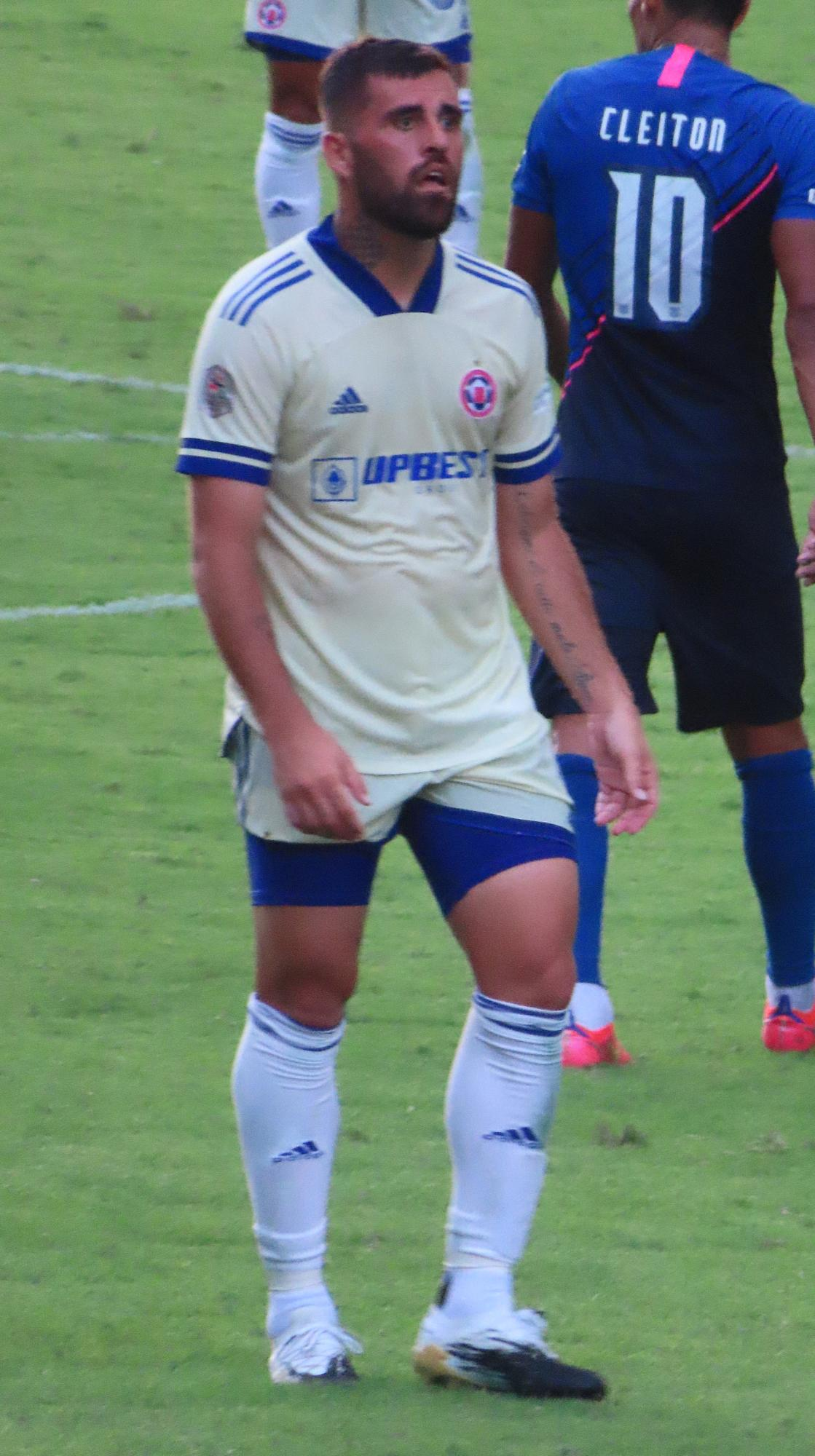
2021年為東方龍獅上陣的盧卡斯。

2020年1月1日，港超聯球會東方龍獅宣佈簽入自由身巴西籍前鋒盧卡斯。2021年六月，盧卡斯與東方龍獅約滿，離開香港球壇。

### 馬來西亞
離開香港後，盧卡斯改往馬來西亞發展。

### 重返大埔
2024年1月5日，盧卡斯重返港超聯球會大埔。
2024/25年度賽季，盧卡斯憑藉他的出色表現，包括煞科戰的兩個入球，協助大埔奪得香港超級足球聯賽冠軍。

## 家庭生活
盧卡斯的兄長一直都在遙遠的巴西支持其足球事業，但他在2017年8月25日早上不幸離世，不過盧卡斯未有返回家鄉殯葬，留港為傑志在港超揭幕戰出戰東方龍獅，並把勝利獻給亡兄。盧卡斯的女兒於12月7日在港出生。

## 榮譽
費利拿
- 葡萄牙聯賽盃亞軍（2010–11季度）

聖十字
- 巴西足球丙級聯賽冠軍（2013季度）

南華
- 香港社區盃冠軍（2014–15季度）

傑志
- 香港社區盃冠軍（2017–18季度、2018–19季度）
- 香港超級聯賽冠軍（2017–18季度、2019–20季度）
- 香港足總盃冠軍（2017–18、2018-19季度）
- 香港菁英盃冠軍（2017–18季度、2019–20季度）
- 香港高級組銀牌冠軍（2018–19季度）

東方龍獅
- 香港高級組銀牌冠軍（2019–20季度）
- 香港足總盃冠軍（2019-20季度）
- 香港菁英盃冠軍（2020–21季度）

大埔
- 香港菁英盃冠軍（2016–17季度）
- 香港超級聯賽冠軍（2024–25季度）

港聯
- 香港賀歲盃冠軍（2017–18季度）

個人
- 香港足球明星選舉 明星十一人（2017–18、2018–19季度）
- 香港菁英盃 最有價值球員（2016–17季度）

## 外部連結
- 盧卡斯·艾斯賓杜拿·達施華的Instagram帳戶
- 香港足球總會網頁球員註冊資料 （页面存档备份，存于）
- Soccerway （页面存档备份，存于）
- Transfermarkt （页面存档备份，存于）